# Proust ou les intermittences du cœur
Proust ou les intermittences du cœur este un balet de Roland Petit inspirat după romanul lui Marcel Proust: À la recherche du temps perdu. Baletul este structurat în două acte, inscenate în 13 tablouri. Muzica bazează pe lucrările compozitorilor: Renaldo Hahn, César Franck, Gabriel Faure, Camille Saint-Saëns, Claude Debussy, Ludwig van Beethoven, Richard Wagner.
Uvertura: Camillle Saint-Saëns, Le carnaval des animaux, 1886
Actul I: Quelques images des paradis proustiens
Tabloul I: "Faire clan" ou l'image du snobisme offensif selon Proust, muzica: Renaldo Hahn, L'heure exquise pour baryton et piano, 1893